# Európai Szuperliga
Az Európai Szuperliga (hivatalos nevén: European Super League Company, S.L.) egy tervezett labdarúgósorozat, amelyben Európa legjobb klubcsapatai szerepelnének, azzal a céllal, hogy helyettesítsék vagy versengjenek az UEFA-bajnokok ligájával. Florentino Pérez a szervezet első elnöke.
Hosszan húzódó spekulációkat követően 2021 áprilisában alapította meg a sorozatot tizenkét klub, amelyhez még hármat terveztek adni a jövőben. Ezen tizenöt klub "Alapító Klubok" (angolul: Founding Clubs) néven volt ismert, és ők irányították volna a bajnokság alakulását. Ezen tizenöt csapat mellett öt klubcsapat került volna be a ligába az előző szezoni teljesítményük alapján. A szervezet az első szezonját 2021 augusztusában tervezte elindítani.
A Szuperligát egyaránt erős ellenállással fogadták a szurkolók, a játékosok, az érintett klubok nemzeti kormányai, valamint az UEFA és a FIFA is.
A terv két nap után veszélybe került, miután több klubvezető is lemondott a negatív fogadtatás következtében és több klub is elkezdte a folyamatot, hogy kilépjen a ligából. 2021. április 21-re az összes angol klub kilépett a ligából, így csak hat csapatot hagyva a tervezett sorozatban.
2021. április 21-én, három nappal bejelentése után a szervezet hivatalosan is bejelentette, hogy újratervezik a ligát, ezzel lényegében felfüggesztve a sorozatot.
2023-ban újabb terveket mutattak be a Szuperliga újraindítására, ezúttal 60-80 csapattal. Az eredeti liga kritikáira válaszként bejelentették, hogy egyik csapat se lesz véglegesen tag, kieshetnek a bajnokságból.

## Története
Először 1998-ban volt szó egy európai szuperliga megalapításáról, amely sikertelen volt, miután az UEFA úgy döntött, hogy inkább kibővíti a Bajnokok Ligáját. A következő két évtizedben többen is támogatták az ötletet, de végül mind sikertelen volt.

## Megalapítása
A bajnokságot 2021. április 18-án jelentették be. A bejelentés az UEFA Végrehajtó Bizottságának ülését megelőző napon történt, amelyen az UEFA az UEFA-bajnokok ligájának a 2024–25-ös szezontól kezdődő átalakításáról és kibővítéséről döntött. A sajtóközleményben azt írták az alapító klubok, hogy magasabb minőségű mérkőzéseket és több pénzügyi támogatást szeretnének adni a labdarúgó piramisnak, illetve a gazdasági növekedést és az európai klubfutballt támogatnák. Florentino Pérez, a liga elnöke elmondta, lehetséges, hogy a jövőben egy kieséses rendszere lesz a ligának, egy potenciális másodosztállyal, továbbá megígérte, hogy a VAR fejlesztésére is koncentrálni fognak.
A szervezet bejelentette egy női sorozat elindítását is, amely indulása még jelenleg ismeretlen.

## Alapító klubok
Madrid:
Atlético Madrid
Real Madrid

Manchester:
Manchester City
Manchester United

Tizenkét klubot jelentettek be mint a liga alapító tagjai, amelyhez még három fog csatlakozni az első szezon előtt. Ennek része az angol bajnokság legjobb hat csapata, három spanyol és három olasz klub. A tizenöt alapító csapat véglegesen tagja lesz a bajnokságnak. Az alapító klubok 23 éves szerződést írtak alá a ligával. Az alapítás idején a tizenkét klubból tíz az UEFA-koefficiens rangsor első legjobb 15 helyén szerepelt, az Inter (26.) és a Milan (53.) kivételével. Mind a 12 alapító klub a legjobb 16 között szerepelt a Forbes magazin által összeállított legértékesebb labdarúgócsapatok 2021-es rangsorán. Az összértékük 34,4 milliárd amerikai dollár volt.
- Arsenal (kilépett: 2021. április 20.)
- Chelsea (kilépett: 2021. április 20.)
- Liverpool (kilépett: 2021. április 20.)
- Manchester City (kilépett: 2021. április 20.)
- Manchester United (kilépett: 2021. április 20.)
- Tottenham Hotspur (kilépett: 2021. április 20.)
- Inter Milan (kilépett: 2021. április 21.)
- Juventus (kilépett: 2023. június 6.)
- Milan (kilépett: 2021. április 21.)
- Atlético Madrid (kilépett: 2021. április 21.)
- Barcelona
- Real Madrid

### Lehetséges jövőbeli tagok
Hírek szerint francia, német és portugál csapatok, mint a Paris Saint-Germain, a Bayern München, a Borussia Dortmund és a Porto elutasították a lehetőséget, hogy csatlakozzanak a bajnoksághoz. Florentino Pérez viszont azt nyilatkozta, hogy a PSG és német klubok meg se voltak hívva. Charles Patterson (Sky Sports) szerint a Szuperliga vonzó lehet a skót Rangers és Celtic csapatainak, tekintve, hogy a skót bajnokságnak nincs elég bevétele, hogy a klubok európai szinten is kompetitívek legyenek. A csapatok az 1990-es évek eleje óta próbálnak elszakadni a skót első osztálytól. A két klub rendelkezik magas szintű infrastruktúrával és vannak világszerte rajongói, így nem kizárt, hogy a Szuperliga is érdekelt lenne a szerződtetésükben.

### Kilépések
2021. április 20-án a BBC megírta, hogy a Manchester City elkezdett leadni dokumentumokat, hogy a csapat kilépjen a ligából, amelyhez a Chelsea is tervez csatlakozni. Nem sokkal ez után a OneFootball megírta, hogy a Barcelona és az Atletico Madrid is tervezte elhagyni a Szuperligát, amelynek következtében elkezdtek sajtóhírek terjedni a bajnokság feloszlatásáról.
A Manchester City volt az első csapat, amely hivatalosan is bejelentette kilépését a tervből.
Ed Woodward lemondása után egyre több hír volt a Manchester United távozásáról a Szuperligából, miután Luke Shaw és Bruno Fernandes is nyilvánosan ellenezte a ligát. 2021. április 20-ának éjszakáján az összes angol csapat megkezdte a kilépési folyamatokat. A Tottenham volt a második angol csapat, aki hivatalosan elhagyta a ligát. A Liverpool és az Arsenal egyidőben adtak ki közleményt kilépésükről. 23:58 órakor a Manchester United is elhagyta a ligát. Ezzel az összes alapító angol csapat hivatalosan is kilépett a Szuperligából. Az AC Milan lett az első olasz csapat, amely elhagyta a ligát 2021. április 21-én. Ezek mellett az Inter Milan is bejelentette, hogy a továbbiakban "nem érdekeltek a projektben". Ennek következtében elkezdtek hírek megjelenni a Szuperliga felfüggesztéséről, amely aznap hajnalban hivatalosan is megtörtént.
A Juventus elnöke, Andrea Agnelli április 21-én elmondta, hogy a hat angol csapat távozása után nem valószínű, hogy folytatódni tud a projekt, de még mindig hisz benne. Kevesebb mint egy órával később az Atlético Madrid és a Internazionale is hivatalosan bejelentette távozását.

## Formátum
A sorozatban húsz csapat fog szerepelni, amelyből tizenöt az alapító klubok. A maradék öt csapatot selejtezők során fogják eldönteni azon csapatok között, amelyek jól teljesítettek az előző szezonban. Augusztustól kezdődően, a csapatokat két, tíz csapatot tartalmazó csoportra osztanák, akik hét közben játszanának otthon és idegenben is, körmérkőzéses formátumban, összesen 18 csoportmeccset. Ez megengedné a kluboknak, hogy hazai bajnokságaikban is maradjanak. Mindkét csoportból a legjobb három jutna tovább a negyeddöntőbe, míg a negyedik és ötödik csapatok egymással játszanának az utolsó két helyért. A sorozat utolsó része a szezon végén lenne játszva négy hét alatt, a negyed- és elődöntők két mérkőzésből állnának, míg a döntő csak egy lenne, májusban, a Bajnokok Ligájához hasonlóan. Összesen minden szezonban 197 mérkőzést fognak játszani, 180-at a csoportkörben, 17-et a kieséses szakaszban.

## Pénzdíjak
A kluboknak kifizetett pénzösszeg a liga bevételével arányosan fog változni. A szervezet elmondta, hogy magasabb lesz a kluboknak a kifizetés, mint a jelenlegi európai kupasorozatokban, amely várhatóan 10 milliárd euró lesz az első években és az alapító klubok fognak kapni 3,5 milliárd eurónyi pénzösszeget, hogy a Covid19-pandémia világgazdasági hatásai alól pozitívan tudjanak kijönni. A Szuperliga fő pénzügyi támogatója a JPMorgan Chase, amely 5 milliárd dollárral támogatta a bajnokság indulását.
Tervek szerint a 15 alapító csapaté lett volna a bevételek 32,5%-a, míg az összes résztvevő között osztottak volna el további 32,5%-ot. A bevételek 20%-át a Szuperligában elért sikerek alapján osztották volna szét, míg 15% a mérkőzések nézettsége alapján lett volna felosztva. A jegyekből és a szponzori szerződésekből való bevételek 100%-át megtarthatták volna a klubok.

## Vezetőség
| Pozíció | Név              | Egyéb feladatkörök           |
| ------- | ---------------- | ---------------------------- |
| Elnök   | Florentino Pérez | a Real Madrid elnöke         |
| Alelnök | Andrea Agnelli   | a Juventus elnöke            |
| Alelnök | Joel Glazer      | a Manchester United alelnöke |
| Alelnök | John W. Henry    | a Liverpool igazgatója       |
| Alelnök | Stan Kroenke     | az Arsenal tulajdonosa       |

## Fogadtatás

### Labdarúgó-szervezetek
A bejelentést negatívan fogadta az UEFA, az Angol labdarúgó-szövetség, a Premier League, az Olasz labdarúgó-szövetség, a Serie A, a Spanyol labdarúgó-szövetség és a La Liga. Együtt adtak ki egy közleményt, amelyben elítélték a szuperliga indítását és az összes klubot, amely részt vesz és megfenyegették a klubokat, hogy jogilag és sport szempontból is támadni fogják a sorozat létrejöttét. Az UEFA és a három ország szövetségei bejelentették, hogy ha csatlakoznak a csapatok, eltiltják őket az összes nemzeti és nemzetközi sorozattól. Azzal is fenyegetőztek, hogy a játékosokat is eltiltanák attól, hogy szerepeljenek országuk válogatottjában. A francia és német szövetségek is kiadtak közleményeket, amelyben ellenezték a szuperliga létrejöttét.
A kritika egyik fő pontja volt, hogy a Manchester City, az Arsenal és a Tottenham Hotspur soha nem nyerte meg a Bajnokok Ligáját, míg az utóbbi 1961 óta nem nyert lényeges trófeát.
A Szuperligát az Európai Kupa megalapítása óta a legnagyszabásúbb változásnak nevezték az európai fociban, és a kisebb klubokra nézve a Premier League 1992-es megalapításának negatív befolyásához hasonlították. Florentino Pérez, a Szuperliga elnöke elmondta, hogy akkora bevételeket fog hozni a liga, amellyel támogatni fogják az alacsonyabb szinten játszó csapatokat, illetve megjegyezte, hogy a Szuperliga nem a gazdagoké, hanem a futball megmentéséért készült.
Az Európai klubszövetség (ECA), amelynek Andrea Agnelli (a Szuperliga egyik alelnöke) volt az elnöke a liga megalapításakor, összehívott egy vészhelyzeti értekezletet és szintén ellenezték a sorozatot. Agnelli lemondott pozíciójáról, illetve mind a 12 csapat elhagyta az ECA-t. A FIFA is kiadott egy közleményt a Szuperliga létrejöttét ellenezve.
2021. április 19-én Aleksander Čeferin, az UEFA elnöke bejelentette, hogy el fogják tiltani a világbajnokságtól és az Európa-bajnokságtól azon játékosokat, akik részt vesznek a Szuperligában.
A Bloomberg szerint az UEFA egy 7 milliárd dolláros ajánlatot kapott a Centricus Asset Managementtől, hogy megreformálják a Bajnokok Ligáját.

### Lemondások
2021. április 20-án Ed Woodward, a Manchester United elnöke bejelentette, hogy le fog mondani pozíciójáról 2021 végén, a negatív fogadtatást követően.
Mike Keegan (Daily Mail) szerint a Glazer család pedig tervezi eladni a Manchester Unitedet a felháborodást követően.

### Egyéni reakciók
Gary Neville, a Manchester United korábbi játékosának és a Salford City egyik tulajdonosának reakciója elterjedt az interneten, aki a lépést "szimplán kapzsi"-nak nevezte és kiemelte, hogy nagyot csalódott korábbi klubjában. Szerinte azonnal erőteljes lépéseket kell tenni az alapító klubok ellen, mint eltiltani őket az európai klubsorozatoktól és pontokat levonni tőlük a bajnokságaikban. Több rajongói csoport is, mint a Tottenham Hotspur Supporters' Trust, az Arsenal Supporters' Trust, a Chelsea Supporters' Trust és a Liverpool Spirit of Shankly csoportja is kiadott közleményeket és kérte a mérkőzések bojkottálását.
Roy Keane, aki szintén a Manchester United korábbi játékosa a következőt nyilatkozta: "Az egész a pénzről, kapzsiságról szól. Még nem hallottunk semmit a FIFA-tól, de nem hangzik jól. Reméljük, hogy megállítják, mert szimplán kapzsi. Beszélünk a nagy csapatokról, a Bayern Munich a világ egyik legnagyobb klubja. Ők legalább felálltak ellene."
Ander Herrera, a PSG játékosa egy tweetben a következőt írta: "A rajongók futballjával lettem szerelmes, azzal az álommal, hogy a szívem csapata a legjobbak ellen játszik. Ha ez az Európai Szuperliga sikeres lesz, ezeknek az álmoknak vége." Robin Gosens, az Atalanta hátvéde szerint "egy katasztrófa a labdarúgásra nézve. Sokkolva vagyok, hogy ez most megtörténik... Ha van egy Szuperliga, amelybe az Arsenal és a Tottenham bármilyen eredmény nélkül kvalifikál minden évben, a labdarúgás alapjait tépjük ki. Mindenkinek tudnia kell, hogy a labdarúgás örökre meg fog változni és soha nem lesz ugyanaz."
James Milner a Leeds United elleni meccs után elmondta, hogy nem tetszik neki, és reméli, nem fog megtörténni. Jürgen Klopp szintén kritizálta a ligát, de azt mondta nem fog lemondani miatta. A csapat csapatkapitánya, Jordan Henderson összehívta az angol első osztály csapatkapitányait, hogy megbeszéljék a helyzetet.
A Chelsea menedzsere, Thomas Tuchel azt nyilatkozta, hogy bízik klubjában, hogy a jó döntést fogja hozni a Szuperligával kapcsolatban. Pep Guardiola, a Manchester City menedzsere pedig azt mondta, hogy "nem igazán sport, ha a siker garantált", illetve, hogy az UEFA "nem tudta fejleszteni a sportot" és a labdarúgó szervezetek "csak magukra gondolnak."
A ligát ezek mellett kritizálta James Corden, David Beckham, Ian Wright, Luís Figo, Benjamin Pavard, Éric Cantona, Jamie Carragher, és Dani Alves.
Luke Shaw, a Manchester United balhátvédje a következőt írta Twitteren: "A Premier League-et és a Bajnokok Ligáját nézve nőttem fel és a legnagyobb klubsorozatokat nézve estem szerelembe a sporttal [...] A rajongóknak és játékosoknak mindig kellene és kellene, hogy számítson a hangja és véleménye."
Kevin De Bruyne a Twitteren a következőt írta egy posztban: "Ez az ember egy belga kisvárosból jött és arról álmodott, hogy a legmagasabb szinten játsszon. Képviseltem a belga, a német és az angol ligát. És büszkén képviseltem országomat. Dolgoztam és versengtem mindenki ellen, hogy elnyerjem a legnagyobbakat. A legfontosabb szó a versengés."

### Közvetítők
Egy közleményben a BT Sport, amely a Bajnokok Ligája és az angol bajnokság egyik közvetítője, azt írta, hogy a Szuperligának "káros hatása lehet a labdarúgás hosszú távú egészségére az Egyesült Királyságban", míg a Sky elmondta, hogy nem volt szó arról, hogy a Szuperliga közvetítői legyenek. Az Amazon.com, amely az angol bajnokság amerikai jogainak tulajdonosa, szintén azt mondta, hogy nem fogják közvetíteni a ligát. A DAZN és a Facebook hasonló közleményeket adott ki.
A Mediapro, amely a spanyol bajnokság és a Bajnokok Ligája közvetítője Spanyolországban, a Reuters megkeresésére azt mondta, hogy nem fogják megszakítani szerződéseiket az UEFA-val és a nemzeti bajnokságokkal.

### Szuperligában nem szereplő csapatok
A Wolverhampton Wanderers viccszerűen megjegyezte, hogy a csapat igazából megnyerte a 2018–19-es Premier League szezont, tekintve hogy hetedikek lettek a hat Szuperligás csapat mögött. A Real Betis csapata megosztotta a 2020-2021-es spanyol bajnokság alternatív tabelláját, amelyről eltávolították a Szuperligában szereplő három csapatot. Ezt a csapat később eltávolította és hibának nevezte.
A Leeds United, miután döntetlent játszott a Liverpoollal, Twitteren azt írták, hogy "döntetlent játszottunk a Szuperligás Merseyside-i Vörösekkel". A West Ham United a weboldalukon azt írták, hogy erősen ellenzik a Szuperligát, és kiemelték, hogy a dolgozó emberek építették fel klubjukat.
Egy közleményben az Everton kritizálta a Szuperligába csatlakozó angol csapatokat, amiért cserbenhagyták a rajongókat.
Az Atalanta, a Hellas Verona és a Cagliari Calcio mind kérték a Szuperligában szereplő olasz csapatok kitiltását a Serie A-ból.
További csapatok, akik elítélték a Szuperliga ötletét: Southampton, Aston Villa, Crystal Palace, Leicester City, West Bromwich Albion, Burnley, Brighton & Hove Albion, Fulham, Bayern München, Sevilla, Benfica, Roma, Ajax, Borussia Dortmund, Paris Saint-Germain, Lille, Lyon, Porto, RB Leipzig, Szpartak Moszkva, Valencia, Villarreal, Borussia Mönchengladbach, Legia Warszawa, Werder Bremen, Freiburg, VfB Stuttgart, és Crvena zvezda.

### Vélemények
Kommentelők megjegyezték, hogy az alapító tagoknak többet nem kéne pénzügyi problémával szembenézniük, tekintve, hogy a kosárlabda EuroLeague-hez hasonlóan félig zárt bajnokság, ahol a klubok egy része garantáltan részt vesz minden évben. Ennek következtében az alapító klubok pénzügyileg stabilabbak lennének, és nem kell félniük a másodosztályba való kieséstől hazai bajnokságaikban, vagy attól, hogy nem jutnak be a Bajnokok Ligájába. Mások szerint tönkretenné a hazai bajnokságokat, mert a klubok a Szuperligára koncentrálnának. Florentino Pérez erre azt mondta, hogy a jövőben a ligának lesz egy másodosztálya is. Marc Edelman (Forbes) azt írta, hogy ezzel a ligával megérkeznének az amerikai felépítésű bajnokságok Európában, az NBA-hez, NFL-hez hasonlóan.

### Tüntetések
2021. április 19-én 700 rajongó összegyűlt az Elland Road-on, Covid19-pandémiával kapcsolatos korlátozások ellenére, a Leeds United és a Liverpool közti mérkőzés előtt, hogy kifejezzék negatív érzéseiket a Szuperliga megalapításáról. A Leeds United játékosai bemelegítés közben egy pólót viseltek, amelyen a következő állt: "Bajnokok Ligája. Érdemeld ki. A labdarúgás a rajongókért van." A felsőket a Liverpool öltözőjébe is elhelyezték, de az idegenbeli csapat játékosai nem viselték azokat. Az egyik kapu mögé kifeszítettek egy transzparenst, amelyen "Érdemeld ki a pályán, a labdarúgás a rajongókért van." állt. Az Athletic információi szerint a Premier League jóváhagyta a pólók használatát.
A Barcelona rajongói kifüggesztettek egy transzparenst a Camp Nou-ra, amelyen "A Barcelona az életünk, nem a játékszered. Nem a Szuperligára."
2021. április 20-án több ezer Chelsea szurkoló tüntetett a Stamford Bridge-nél a Brighton & Hove Albion elleni mérkőzés előtt, amely következtében a csapat a BBC információi szerint elkezdte a folyamatot, hogy elhagyja a Szuperligát, amelyhez a Manchester City is csatlakozna.

### Közvélemény-kutatások
A YouGov kutatása szerint a brit rajongóknak 79%-a ellenzi a Szuperligát, míg csak 14% támogatja azt. A csatlakozó brit csapatok rajongói közül 76% támogatja és 20% ellenzi a liga létrejöttét.

### Politikusok, kormányok
A sporton kívül is sokan hozzászóltak a Szuperliga létrejöttéhez. Az Egyesült Királyság miniszterelnöke, Boris Johnson azt nyilatkozta, hogy „káros a labdarúgásra tekintve”, és megesküdött, hogy mindent meg fog tenni elindulása ellen. Oliver Dowen, az ország kulturális minisztere pedig azt mondta, hogy a „játék szelleme ellen megy” és Johnsonhoz hasonlóan megígérte, hogy mindent meg fog tenni, hogy ne kezdődhessen el. Emmanuel Macron, francia elnök támogatta az UEFA álláspontját: „A francia állam támogatni fogja az LFP, az FFF, az UEFA és a FIFA által tett lépéseket, hogy megvédjék a nemzeti és európai sorozatok integritását.” A spanyol kormány is felszólalt a szuperliga ellen: „Nem támogatjuk a labdarúgó Szuperliga létrejöttét, amelyet európai klubok próbálnak létrehozni.” Olaszország miniszterelnöke, Mario Draghi szintén támogatta az olasz labdarúgó-szövetség és az UEFA álláspontját. Vilmos cambridge-i herceg, az Angol labdarúgó-szövetség elnöke a következőt nyilatkozta: „osztom a rajongók aggodalmát a Szuperligáról és a kárt, amelyet okozhat a játéknak, amit mind szeretünk.” Orbán Viktor magyar miniszterelnök is kiállt a Szuperliga létrehozása ellen, mondván: „a világ legnagyszerűbb játékának szépségét és emelkedettségét éppen az adja, hogy ez a sportág mindenkié, és nem sajátíthatják ki maguk számára a leggazdagabbak”.

### Tőzsde
A Manchester United értéke 9%-kal, a Juventus értéke pedig 16%-kal emelkedett a bejelentést követően. A liga összeomlását követően a United értéke az eredeti alá zuhant.

## Jogi lépések a liga ellen
2021. április 19-én Aleksander Čeferin bejelentette, hogy az UEFA jogi lépéseket fog tenni a klubok ellen, és tervezik kitiltani a 12 alapító klubot "amilyen gyorsan csak lehet". A Szuperliga kapcsolatba lépett az UEFA-val és a FIFA-val, hogy közöljék, jogi lépéseket tettek, hogy ne tudják megakadályozni a torna megalapítását. Jesper Møller, a dán labdarúgó-szövetség elnöke elmondta, hogy a a Szuperligában szereplő csapatok, amelyek jelenleg a Bajnokok Ligája elődöntőjében vannak (Chelsea, Manchester City és Real Madrid), el lesznek távolítva a ligából április 23-ig. Ezek mellett a Manchester United és az Arsenal is hasonló büntetéseket várhat az Európa-ligában. Florentino Pérez erre azt válaszolta, hogy "lehetetlen", mert védi őket a jog.
A Szuperligával kapcsolatban megjegyezték, sérti a versenyjogokat, tekintve hogy a célja, hogy gyengébb legyen a konkurencia, és ennek elérésére készítenek egy új piacot, amelybe mások nem léphetnek be. Az Európai Bizottság nem tervezi ezt kivizsgálni. Alex Webb (Bloomberg) szerint ez teljesen jogos, mert ha a Bizottság sikertelen lesz az ügyben, akkor úgy tűnhet, hogy támogatják a Szuperligát.
Daniel Geey szerint az UEFA, a Szuperliga, illetve az ECA, a FIFPRO és a FIFA jelenleg magas szintű tárgyalásokban vannak és nem garantált a liga indulása. Geraint Hughes (Sky Sports) azt mondta, hogy mindkét oldalnak a fő érvei a versenyjoggal kapcsolatosak lennének; az UEFA szerint a Szuperliga lényegében zárt lenne, amelynek következtében a benne lévő csapatok visszaélnek hatalmukkal, míg a Szuperliga azzal érvelne, hogy az UEFA és FIFA által bevezetett megkötések verseny ellenes lenne. Jogilag a Szuperliga áll egy kicsit erősebb pozícióban a jelenlegi európai uniós jog szerint.
2021. április 20-án egy madridi bíróság előzetesen úgy döntött, hogy az UEFA és a FIFA nem állhat a liga indulásának útjába, míg teljes figyelemmel végig nem tekintették az ügyet.
A Premier League úgy döntött, nem tesz jogi lépéseket a résztvevő klubok ellen.

## További források
- A Szuperliga hivatalos weboldala